# Łuczniczka Bydgoszcz 2013-2014
Questa voce raccoglie le informazioni riguardanti il Łuczniczka Bydgoszcz nelle competizioni ufficiali della stagione 2013-2014.

## Organigramma societario
Area direttiva
- Presidente: Piotr Sieńko

Area tecnica
- Allenatore: Marian Kardas (fino a dicembre 2013), Vital Heynen (da dicembre 2013)

## Rosa
| N° | Nome                | Ruolo | Data di nascita  | Nazionalità sportiva |
| -- | ------------------- | ----- | ---------------- | -------------------- |
| 1  | Yasser Portuondo    | S     | 2 febbraio 1983  | Cuba                 |
| 2  | Bartosz Filipiak    | S/O   | 27 febbraio 1994 | Polonia              |
| 3  | Marcin Wika         | S     | 9 novembre 1983  | Polonia              |
| 4  | Wojciech Jurkiewicz | C     | 21 giugno 1977   | Polonia              |
| 5  | Miłosz Zniszczoł    | C     | 2 luglio 1986    | Polonia              |
| 6  | Maikel Salas        | P     | 22 aprile 1981   | Cuba                 |
| 7  | Marcin Waliński     | S     | 24 ottobre 1990  | Polonia              |
| 8  | Bartosz Janeczek    | S/O   | 12 luglio 1987   | Polonia              |
| 9  | Łukasz Wiese        | S     | 24 marzo 1993    | Polonia              |
| 10 | Paweł Woicki        | P     | 19 giugno 1983   | Polonia              |
| 11 | Tomasz Wieczorek    | C     | 8 maggio 1982    | Polonia              |
| 12 | Jan Nowakowski      | C     | 17 maggio 1994   | Polonia              |
| 13 | Piotr Sieńko        | P     | 8 dicembre 1993  | Polonia              |
| 14 | Carson Clark        | S/O   | 20 gennaio 1989  | Stati Uniti          |
| 15 | Paweł Stysiał       | L     | 30 luglio 1997   | Polonia              |
| 16 | Błażej Płomiński    | P     | 21 maggio 1995   | Polonia              |
| 17 | Garrett Muagututia  | S     | 26 febbraio 1988 | Stati Uniti          |
| 18 | Tomasz Bonisławski  | L     | 22 gennaio 1991  | Polonia              |